# حزب تحالف الحرية في ليبيريا
حزب تحالف الحرية الليبيري هو حزب سياسي في ليبيريا. قدم الحزب مرشحين في انتخابات 11 أكتوبر 2005م.
فازت مارغريت تور طومسون، مرشحة الحزب، بنسبة 0.9٪ من الأصوات في الانتخابات الرئاسية. فشل الحزب في الفوز بأي مقاعد في مجلس الشيوخ أو مجلس النواب.